# 8 Days of Christmas
8 Days of Christmas è il quarto album del gruppo statunitense R&B delle Destiny's Child, pubblicato nel 2001 per la Columbia Records.

## Descrizione
L'album contiene dodici tracce con canzoni natalizie tradizionali e tre canzoni originali. La maggior parte di esse sono arrangiate con ritmiup-tempo in uno stile R&B contemporaneo. La canzone 8 Days of Christmas, da cui è stato tratto il titolo del progetto discografico, è apparsa per la prima volta sulla ristampa del secondo progetto discografico del gruppo, The Writing's on the Wall, nel novembre 2000.

## Accoglienza
Stephen Thomas Erlewine di AllMusic ha dato all'album 2,5 stelle su 5. Nella sua recensione, ha ritenuto che non ha offerto nulla di diverso da qualsiasi altro album di Natale, rendendolo molto prevedibile. Chris Willman di Entertainment Weekly ha ritenuto che i testi delle canzoni erano troppo materialistici, lasciando un cattivo sapore in bocca, tuttavia, ha dichiarato che i grandi classici come Winter Christmas e This Christmas ha aiutato l'album a recuperare la giusta atmosfera.
La rivista People ha affermando che alcune canzoni dell'album sono poco rilevanti e che non daranno successo al disco, ma nonostante questo, ci sono stati alcuni brani musicalmente impeccabili, come Carol of the Bells. lexa Camp di Slant Magazine ha dato all'album 2,5 stelle su 5, ritenendo che l'album si presenta come un continuo di Survivor, non rendendo giustizia ai brani natalizi.

## Tracce
1. 8 Days Of Christmas – 3:29 (Beyoncé Knowles, Errol McCalla Jr.)
2. Winter Paradise – 3:36 (Beyoncé Knowles, Rob Fusari, Falonte Moore)
3. A DC Christmas Medley – 3:59 (Johnny Marks, Steve Nelson, Traditional)
4. Silent Night (feat. Beyoncé Knowles) – 3:41 (Franz Gruber, Joseph Mohr)
5. Little Drummer Boy (feat. Solange Knowles) – 3:36 (Katherine Davis, Henry Onorati, Harry Simeone)
6. Do You Hear What I Hear (feat. Kelly Rowland) – 3:47 (Noël Regney, Gloria Shayne)
7. White Christmas – 1:43 (Irving Berlin)
8. Platinum Bells – 1:25 (Ray Evans, Jay Livingston)
9. O' Holy Night (feat. Michelle Williams) – 4:24 (Adolphe Adam)
10. Spread A Litte Love On Christmas Day – 3:39 (Bernard Edwards Jr, Beyoncé Knowles)
11. This Christmas – 3:38 (Donny Hathaway, Nadine McKinnor)
12. Opera Of The Bells – 4:35 (Mykola Leontovych, Peter J. Wilhousky, Beyoncé Knowles)

International edition
1. The Proud Family (Solange feat. Destiny's Child) – 2:18 (Kurt Farquhar, Gerald Harbour)

2004 reissue
1. Home for the Holidays – 3:10 (Eddie Smith III, Jesse J. Rankins, Jonathan D. Wells, Beyoncé Knowles, Solange Knowles)
2. Rudolph the Red-Nosed Reindeer – 2:31 (Johnny Marks)
3. The Proud Family (Solange feat. Destiny's Child) – 2:17 (Kurt Farquhar, Gerald Harbour)
4. Emotion (strings version) – 4:22 (Barry Gibb, Robin Gibb)

## Classifiche
| Classifica (2001-02)             | Posizione massima |
| -------------------------------- | ----------------- |
| Australia                        | 65                |
| Francia                          | 134               |
| Germania                         | 80                |
| Giappone                         | 20                |
| Paesi Bassi                      | 24                |
| Regno Unito                      | 117               |
| Regno Unito - R&B Albums         | 19                |
| Stati Uniti                      | 34                |
| Stati Uniti - R&B/Hip-Hop Albums | 3                 |